# Gerichtsvollzieher (Litauen)
In Litauen ist der Gerichtsvollzieher die private Person, der die staatlichen Aufgaben der Zwangsvollstreckung übergeben sind. Er ist auch wie der Notar ein Freiberufler.
Eine Person kann zum Gerichtsvollzieher vom litauischen Justizminister ernannt werden, wenn sie die Staatsangehörigkeit der Republik Litauen besitzt und eine Person mit guter Reputation ist, wenn sie einen Hochschulabschluss der Rechtswissenschaften (einstufigen oder Bachelor-Abschluss) verfügt, als Gerichtsvollziehergehilfe  mindestens 2 Jahre gearbeitet und eine öffentliche Ausschreibung gewonnen hat (oder mindestens 5 Jahre Erfahrung der juristischen Arbeit verfügt oder als Gerichtsvollzieher praktiziert hat und eine öffentliche Ausschreibung gewonnen hat). Der Inhaber eines Doktortitels oder Habilitation in der Rechtswissenschaften und der Gerichtsvollzieher mit der Erfahrung von mindestens 5 Jahre (höchstens 3 Jahre nach seiner Entlassung aus der Position des Gerichtsvollziehers) kann nach der gewonnenen öffentlichen Ausschreibung zum Gerichtsvollzieher ohne Prüfung bestellt werden. Für die Aufsicht ist die Gerichtsvollzieherkammer Litauens zuständig.